# Număr poligonal central

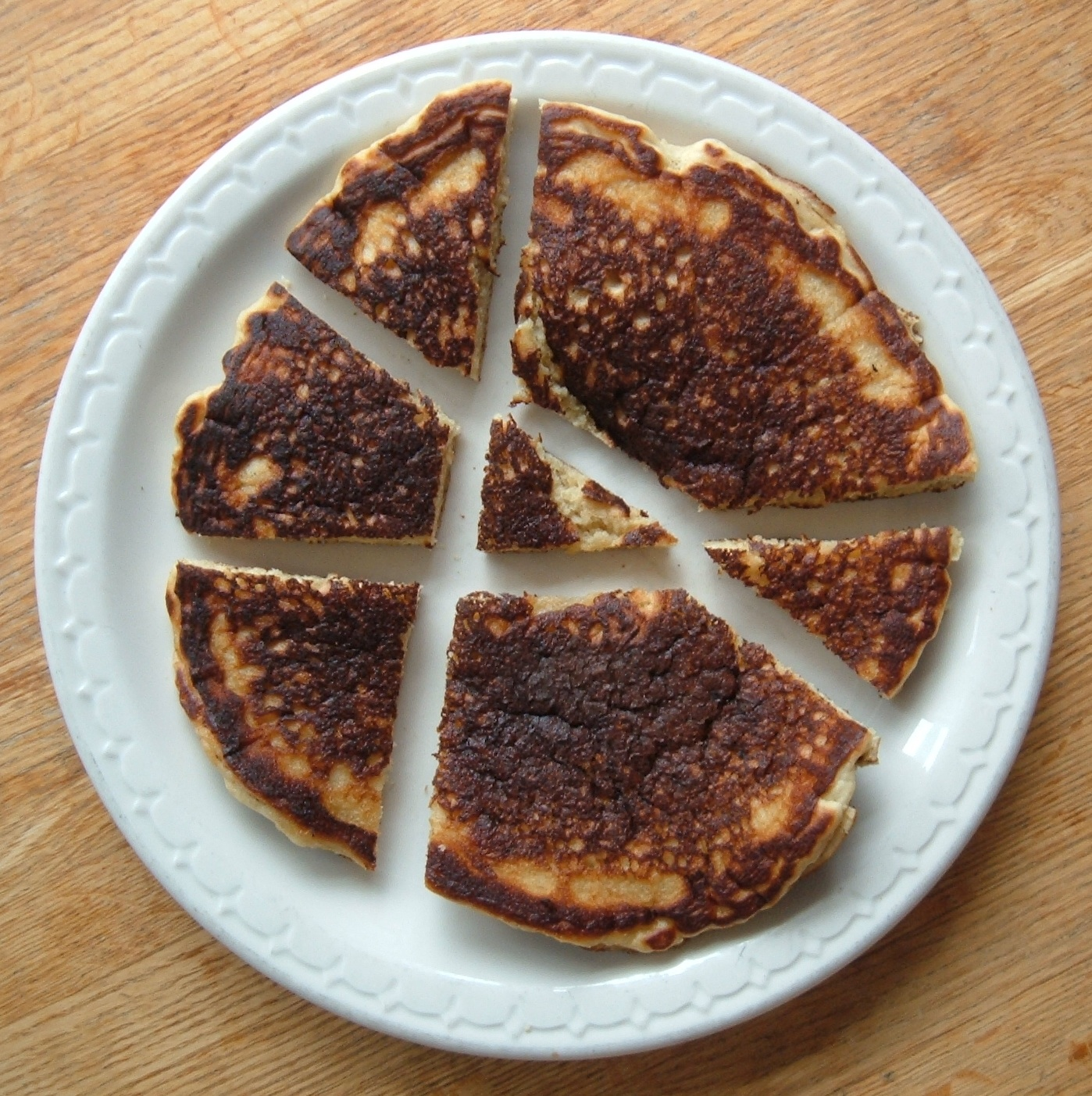
Prăjitură rotundă tăiată în 7 bucăți prin trei tăieturi

În matematică un număr poligonal central este un număr figurativ care indică numărul maxim de regiuni în care poate fi divizat un disc printr-un număr dat, n, de drepte. Prin analogie cu tăierea în bucăți a unei foi de clătită, pentru n succesiv numerele sunt cunoscute drept șirul tăietorului leneș (în engleză lazy caterer's sequence). De exemplu, cu trei tăieturi o clătită va putea fi tăiată în șase bucăți dacă toate tăieturile se întâlnesc într-un punct comun în interiorul discului, dar în șapte bucăți dacă nu se întâlnesc. Această problemă poate fi formalizată matematic ca una de numărare a regiunilor dintr-un aranjament de drepte⁠(d). Pentru generalizări în dimensiuni superioare a se vedea aranjament de hiperplane⁠(d).
Analogul tridimensional al acestui șir este șirul numerelor de tort.

## Formula șirului

Numărul maxim de regiuni p care se pot obține prin n tăieturi drepte este al n-lea număr triunghiular plus 1, formând șirul tăietorului leneș

În triunghiul lui Bernoulli șirul tăietorului leneș este cel colorat verde

Numărul maxim de regiuni p care se pot obține prin n tăieturi drepte, unde n ≥ 0, este dat de formula:
{\displaystyle p={\frac {n^{2}+n+2}{2}}.}
Folosind coeficienții binomiali, formula poate fi exprimată sub forma:
{\displaystyle p=1+{\dbinom {n+1}{2}}={\dbinom {n}{0}}+{\dbinom {n}{1}}+{\dbinom {n}{2}}.}
De fapt, doar se adună 1 la numerele triunghiulare. Deoarece a treia coloană a triunghiului lui Bernoulli (k = 2) este un număr triunghiular plus unu, ea este șirul tăietorului leneș din n tăieturi, unde n ≥ 2.
Șirul poate fi obținut și din suma primilor 3 termeni ai fiecărui rând din triunghiul lui Pascal:
| kn | 0 | 1 | 2  |    | Suma |
| -- | - | - | -- | -- | ---- |
| 0  | 1 | - | -  | 1  |      |
| 1  | 1 | 1 | -  | 2  |      |
| 2  | 1 | 2 | 1  | 4  |      |
| 3  | 1 | 3 | 3  | 7  |      |
| 4  | 1 | 4 | 6  | 11 |      |
| 5  | 1 | 5 | 10 | 16 |      |
| 6  | 1 | 6 | 15 | 22 |      |
| 7  | 1 | 7 | 21 | 29 |      |
| 8  | 1 | 8 | 28 | 37 |      |
| 9  | 1 | 9 | 36 | 46 |      |
Șirul, începând cu n = 0, este:
1, 2, 4, 7, 11, 16, 22, 29, 37, 46, 56, 67, 79, 92, 106, 121, 137, 154, 172, 191, 211, ...
Analogul său tridimensional este șirul numerelor de tort. Diferența dintre numerele succesive de tort dă șirul tăietorului leneș.

## Demonstrație

Numărul maxim de bucăți obținute prin tăieturi consecutive sunt numerele din șirul tăietorului leneș

Când un disc este tăiat de n ori, pentru a se obține numărul maxim de bucăți, reprezentat ca p = f(n), trebuie luată în considerare a n-a tăietură; numărul de bucăți înainte de ultima tăiere este f(n − 1), în timp ce numărul de bucăți adăugate de ultima tăiere este n.
Pentru a obține numărul maxim de bucăți, a n-a dreaptă tăietoare ar trebui să intersecteze toate celelalte drepte tăietoare anterioare din interiorul discului, dar să nu treacă prin nicio intersecție a dreptelor tăietoare anterioare. Astfel, a n-a dreaptă în sine este tăiată în n − 1 locuri și în n segmente. Fiecare segment divide (n − 1) bucăți deja tăiate în 2 părți, adăugând exact n la numărul de bucăți. Noua dreaptă nu poate avea mai multe segmente, deoarece poate traversa fiecare dreaptă anterioară o singură dată. O dreaptă tăietoare poate trece întotdeauna peste toate dreptele tăietoare anterioare, deoarece rotirea cuțitului la un unghi mic în jurul unui punct care nu este o intersecție deja existentă va intersecta, dacă unghiul este suficient de mic, toate dreptele anterioare, inclusiv pe ultima adăugată.
Astfel, numărul total de piese după n tăieturi este:
{\displaystyle f(n)=n+f(n-1).}
Această relație de recurență poate fi rezolvată. Dacă f(n − 1) este extins cu un termen, relația devine:
{\displaystyle f(n)=n+(n-1)+f(n-2).}
Dezvoltarea termenului f(n − 2) poate continua până când ultimul termen este redus la f(0), astfel,
{\displaystyle f(n)=n+(n-1)+(n-2)+\cdots +1+f(0).}
Fiindcă f(0) = 1, deoarece există o singură bucată înainte de a face prima tăiere, aceasta poate fi rescrisă ca:
{\displaystyle f(n)=1+(1+2+3+\cdots +n).}
Expresia poate fi simplificată folosind formula pentru suma unei progresii aritmetice:
{\displaystyle f(n)=1+{\frac {n(n+1)}{2}}={\frac {n^{2}+n+2}{2}}.}